# Batalla de Martirópolis (588)
La batalla de Martirópolis se libró en verano de 588 cerca de Martirópolis entre fuerzas bizantinas y sasánidas, resultando en una victoria bizantina.
El ejército bizantino del este había sido debilitado por un motín contra el nuevo comandante, Prisco, en abril de 588, causado por impopulares medidas de reducción de costes. Prisco fue atacado y huyó del campamento tras lo que los amotinados escogieron como nuevo líder al dux de Phoenice Libanensis, Germano. El emperador Mauricio repuso al comandante anterior, Filípico, pero antes de que pudiera llegar y tomar el mando, los persas aprovecharon el desorden invadiendo el territorio bizantino y atacando Constantía. 
Germano organizó una fuerza de mil hombres para aliviar el asedio. El historiador Teofilacto Simocates narra: "con dificultad [Germano] espoleó e incitó a los contingentes romanos con discursos", llegando a sumar 4,000 hombres en una incursión contra territorio persa. La llegada del enviado de Mauricio, Aristobulo, alivió la tensión en el campamento bizantino y restauró la disciplina en el ejército. Germano dirigió entonces a su ejército al norte a Martirópolis, desde donde continuó a través de la frontera a Arzanene. El ataque fue bloqueado por el general persa Maruzas (posiblemente correspondiendo también con la incursión derrotada por el marzban persa de Armenia, Afrahat, en la batalla de Tsalkajur cerca del lago de Van). Los bizantinos se retiraron con los persas de Maruzas persiguiéndoles.
Finalmente se libró una batalla cerca de Martirópolis, que terminó con una importante victoria bizantina. Según Simocatta, Maruzas fue asesinado, muchos de los líderes persas fueron capturados junto con 3,000 prisioneros y apenas mil hombres lograron refugiarse en Nísibis. Los bizantinos capturaron un cuantioso botín, incluyendo los estandartes de batalla persas que fueron enviados junto con Maruzas ante el emperador Mauricio en Constantinopla.